# 시티 걸스
시티 걸스(City Girls)는 미국의 힙합 듀오로, 2017년 플로리다주 마이애미에서 결성되었다.

## 음반 목록

### 정규 음반
- Period (2018)
- Girl Code (2018)
- City on Lock (2020)
- RAW (2023)